# Erebia spuleri
Erebia spuleri är en fjärilsart som beskrevs av Higgins. Erebia spuleri ingår i släktet Erebia och familjen praktfjärilar. Inga underarter finns listade i Catalogue of Life.